# Ultimate (Denzel Curry)
Ultimate è un singolo del rapper Denzel Curry pubblicato il 1º gennaio 2015.

## Tracce
1. Ultimate – 3:10